# Relaciones México-Uruguay
Los Estados Unidos Mexicanos y la República Oriental del Uruguay establecieron relaciones diplomáticas en 1831. Ambas naciones son miembros de la Asociación Latinoamericana de Integración, Comunidad de Estados Latinoamericanos y Caribeños, Naciones Unidas y la Organización de los Estados Americanos.

## Historia

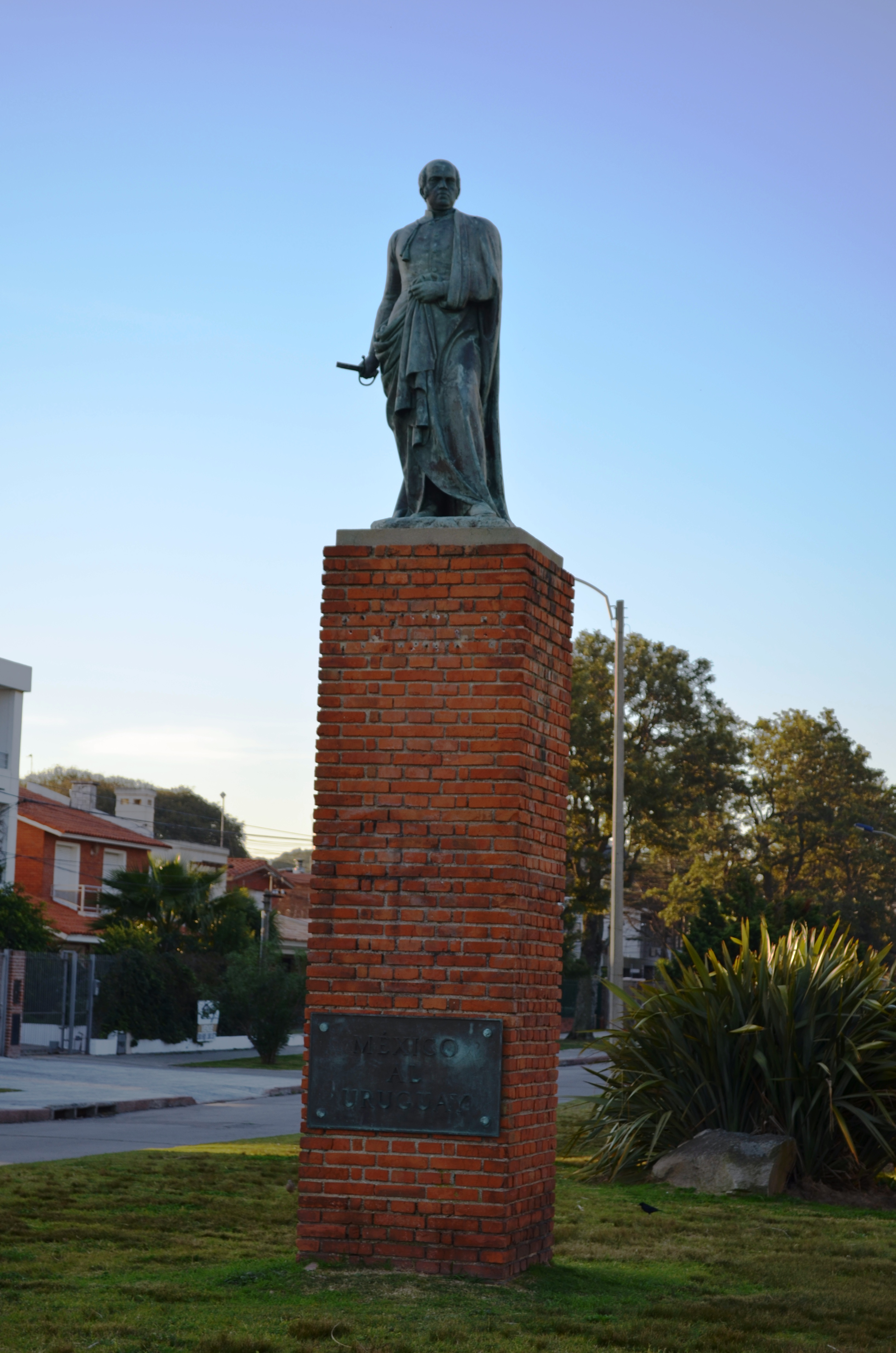
Estatua del líder de la independencia mexicana José María Morelos en Montevideo.

Históricamente, ambos países formaban parte del Imperio español hasta principios del siglo XIX. México formó parte de la Nueva España, mientras que Uruguay formó parte del Virreinato del Río de la Plata. Poco después de la independencia, ambas naciones establecieron relaciones diplomáticas el 22 de febrero de 1831. En 1882, Uruguay estableció un consulado en la Ciudad de México. En 1941, México eleva su misión diplomática en Montevideo a una embajada con Uruguay, dos años más tarde, en 1943.
En abril de 1967, el presidente mexicano Gustavo Díaz Ordaz realizó una visita a Uruguay, la primera de un jefe de Estado mexicano. Durante los años setenta y ochenta, Uruguay pasó por una dictadura cívico-militar. Durante ese tiempo, varios disidentes fueron asesinados y "desaparecidos". Cientos de ciudadanos uruguayos solicitaron asilo en la Embajada de México en Montevideo y poco después fueron trasladados a México. En 1985 se restableció la democracia en Uruguay y en mayo de 1986, el presidente uruguayo Julio María Sanguinetti realizó una visita de Estado a México donde se reunió con el presidente Miguel de la Madrid. Desde entonces ha habido varias visitas de alto nivel entre líderes de ambas naciones.
En agosto de 2009, el presidente mexicano, Felipe Calderón viajó a Uruguay en visita de Estado realizada por su homólogo Presidente Tabaré Vázquez. En Montevideo, Calderón y Vázquez firmaron un acuerdo que tenía como objetivo avanzar en el acuerdo de libre comercio que fue firmado entre ambas naciones en 2004. Durante su estancia en Uruguay, el presidente Calderón participó en el Plan Ceibal, una iniciativa para proporcionar computadoras a los escolares y mejorar el acceso a Internet, visitando la escuela que iba a recibir 300.000 computadoras portátil en este esquema.
En 2014, el Gobierno mexicano aprobó otorgar al presidente uruguayo José Mujica la Orden Mexicana del Águila Azteca por ser ejemplar en la transformación de su país y por defender la defensa de los valores universales del respeto a los derechos humanos, la democracia y la igualdad social, así como la promoción de iniciativas contra la pobreza, el hambre, la discriminación y la exclusión social. La ceremonia fue presidida y otorgada al presidente Mujica por el presidente de México Enrique Peña Nieto.
En febrero de 2019, el Secretario de Relaciones Exteriores de México Marcelo Ebrard realizó una visita a Uruguay, donde se reunió con el presidente Vázquez y el ministro de Relaciones Exteriores, Rodolfo Nin Novoa, para discutir la Crisis en Venezuela y la crisis presidencial para que ambas naciones medien en la crisis. Desde la reunión, Uruguay ha anunciado su apoyo al presidente Nicolás Maduro mientras que México mantiene su neutralidad.
En 2023, ambas naciones celebraron 122 años de relaciones diplomáticas.

## Visitas de alto nivel

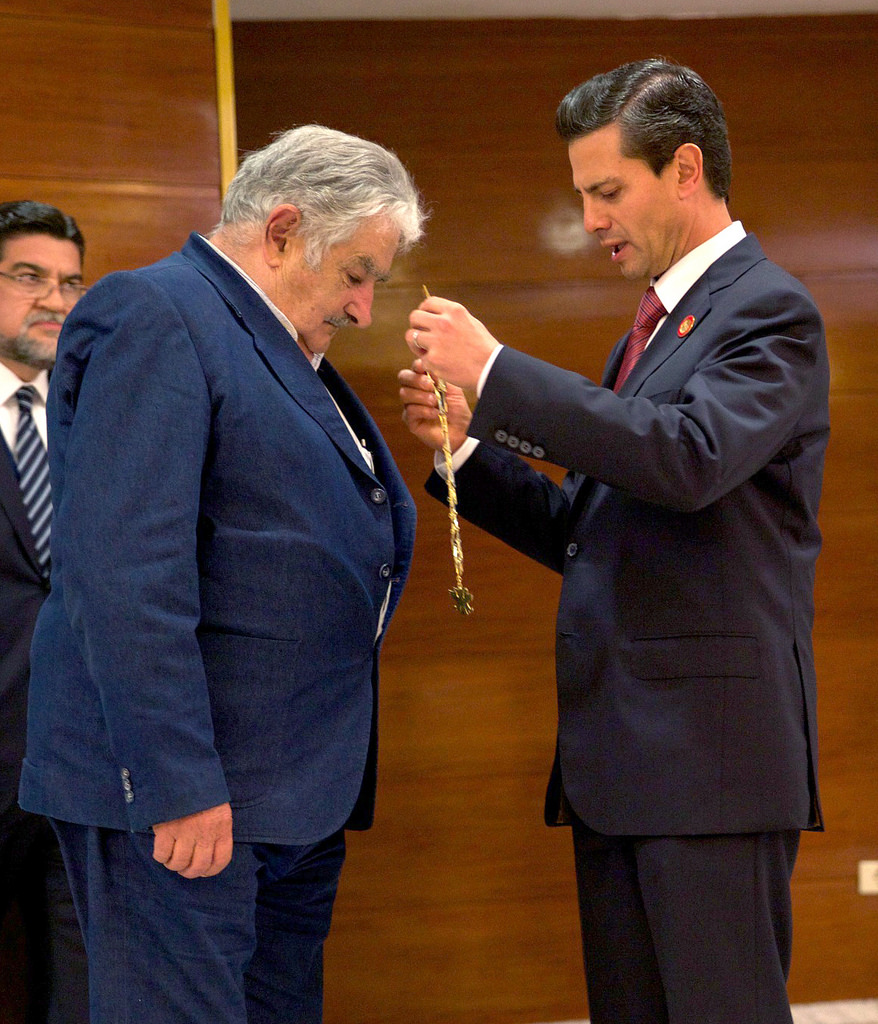
El Presidente mexicano Enrique Peña Nieto decorando al Presidente uruguayo José Mujica en 2014.

Visitas presidenciales de México a Uruguay
- Presidente Gustavo Díaz Ordaz (1967)
- Presidente Miguel de la Madrid (1988)
- Presidente Carlos Salinas de Gortari (1990)
- Presidente Ernesto Zedillo (1999)
- Presidente Vicente Fox (2002, 2006)
- Presidente Felipe Calderón (2009)
- Presidente Enrique Peña Nieto (2013)

Visitas presidenciales de Uruguay a México
- Presidente Julio María Sanguinetti (1986, 1987, 1996, 1999)
- Presidente Luis Alberto Lacalle (1993)
- Presidente Jorge Batlle (2002, enero y mayo de 2004)
- Presidente Tabaré Vázquez (2006, 2017, 2018)
- Presidente José Mujica (2011, 2014)
- Presidente Luis Lacalle Pou (2021)

## Acuerdos bilaterales
Ambas naciones han firmado varios acuerdos bilaterales, como un Acuerdo de Arbitraje (1902); Acuerdo sobre intercambios culturales (1985); Acuerdo de Cooperación Científica y Técnica (1990); Acuerdo de Cooperación Turística (1993); Acuerdo para la prevención del uso indebido y la represión del tráfico ilícito de estupefacientes y sustancias psicotrópicas y sus precursores y productos químicos esenciales (1996); Tratado de Extradición (1996); Acuerdo para la Promoción y Protección Recíproca de Inversiones (1999); Tratado de Cooperación en Asistencia Legal Mutua en Materia Penal (1999); Acuerdo sobre el transporte aéreo (2009); Acuerdo para evitar la doble imposición y prevenir la evasión fiscal en materia de ingresos y equidad (2009); Acuerdo de cooperación en protección, conservación, recuperación y restitución de bienes culturales (2009); y un Acuerdo de cooperación, asistencia administrativa mutua e intercambio de información en materia aduanera (2017).

## Comercio
En julio de 2004, ambas naciones firmaron un Tratado de Libre Comercio. En 2023, el comercio entre las dos naciones ascendió a $710 millones de dólares. Las exportaciones de México a Uruguay incluyen: vehículos, televisores, tractores, jugos y equipos eléctricos. Las exportaciones uruguayas a México incluyen: bebidas envasadas, arroz, quesos y requesón, madera contrachapada, cuero, lana, crema y otros productos lácteos.
Las empresas multinacionales mexicanas como América Móvil, Binbit, Gruma, Grupo Bimbo y Grupo Omnilife (entre otras) operan en Uruguay. Las empresas uruguayas como Arkano, Quanam y Vopero operan en México.

## Misiones diplomáticas residentes
- México tiene una embajada en Montevideo.[16]
- Uruguay tiene una embajada y un consulado-general en la Ciudad de México.[17]

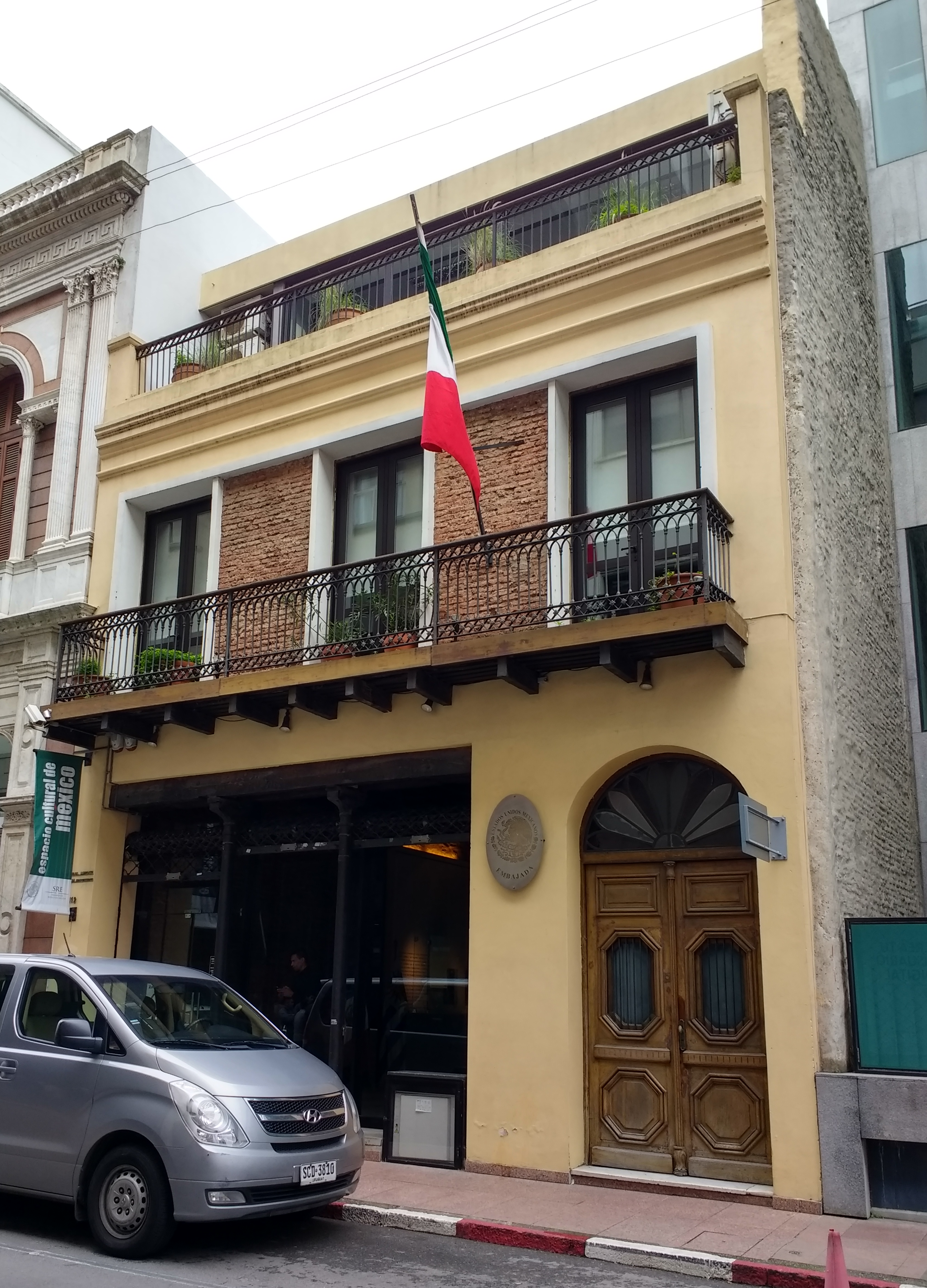
Embajada de México en Montevideo
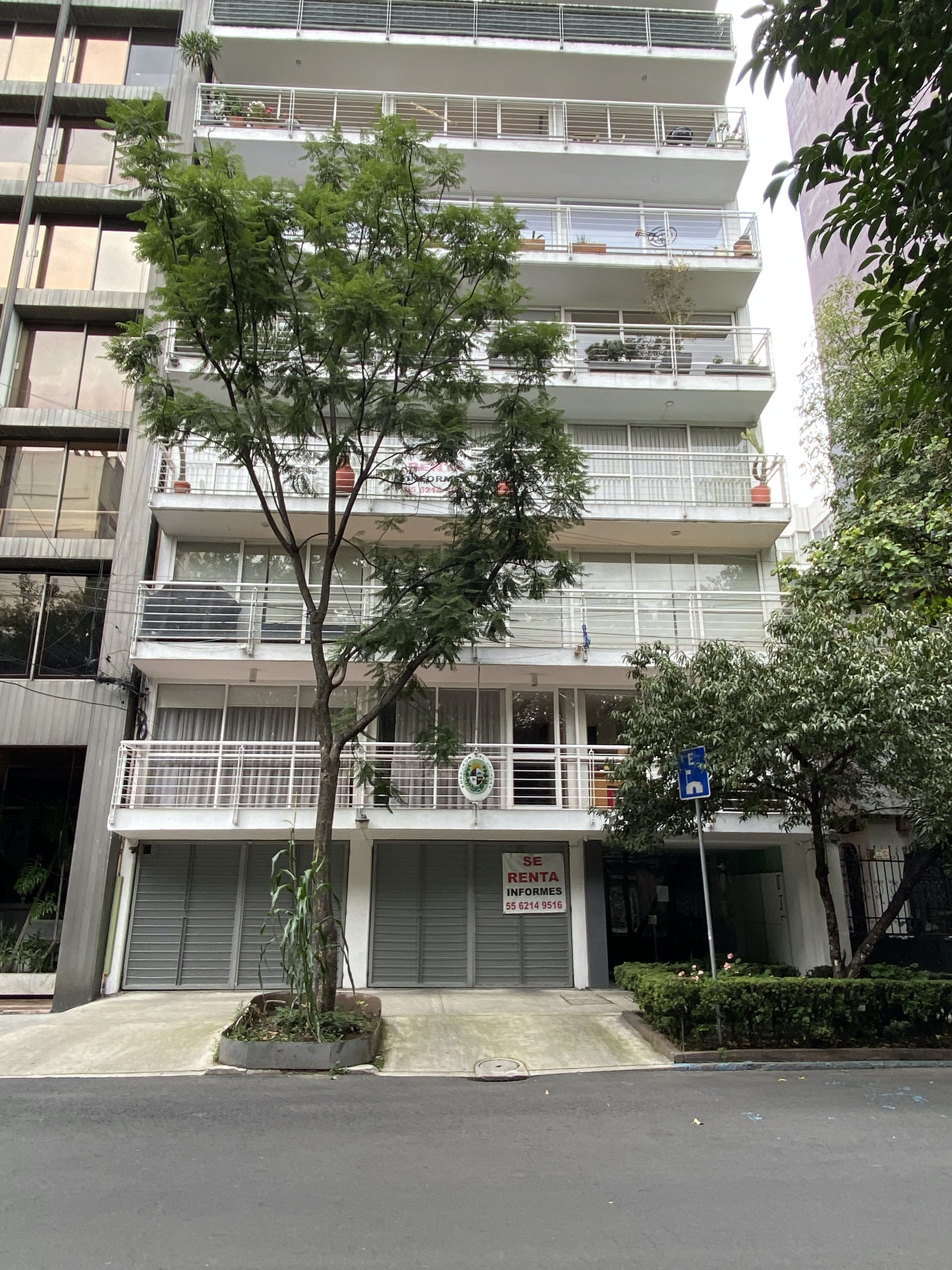
Embajada del Uruguay en la Ciudad de México